# روب ديفيس
روب ديفيس (بالإنجليزية: Rob Davis)‏ هو لاعب كرة القدم الكندية أمريكي، ولد في 10 ديسمبر 1968 في واشنطن العاصمة في الولايات المتحدة.

## وصلات خارجية
- روب ديفيس على موقع مرجع كرة القدم المحترفة.كوم (الإنجليزية)